# Monastère de Nalendra
Le monastère de Nalendra (tibétain : ན་ལེན་དྲ་དགོན་པ, Wylie : na len dra dgon pa) fondé dans le comté de Penpo au Tibet central en 1435 par Sakya Rongton Sheja Kunrig (1367 -1459) et son disciple Kunkyen Tashi Namgyal  est un monastère de l'école sakyapa du bouddhisme tibétain. 

## Histoire
L'emplacement du monastère de Nalendra a été choisi selon la géomancie tibétaine.
Il comportait quatre collèges : Tongmon, Dukor, Tsegyay et Tsezhi, 45 divisions et environ 1 500 moines. Le cursus d'étude était basé sur deux lignées, celle des trois maîtres blancs et des deux maîtres rouges l'école sakyapa et celle de Ngok Loden Sherab (en) (1059-1109). Les trois maîtres blancs, laïcs, étaient Sachen Kunga Nyingpo (1092-1158), Sonam Tsemo (1142-1182), et Dragpa Gyaltsen  (1147-1216). Les deux maîtres rouges, moines, étaient Sakya Pandita Kunga Gyaltsen (1182-1251) et Chogyal Pagpa (1235-1280).
Pendant le mandat des cinq premiers abbés, Nalendra a prospéré. Le nombre de moines a dépassé les 2000. Durant les mandat des sixième et septième abbés, et le nombre de moines a fortement diminué. Dagchen Lodro Gyaltsen (1444-1495) a été invité à effectuer des cérémonies à Sakya pour éliminer les obstacles. Après avoir satisfait à la demande, Dagchen nomma Kuzhang Kyenrab Choje comme huitième abbé de Nalendra. À partir de cette époque , il n'y eut jamais moins de 400 moines au monastère, et parfois jusqu'à 700.
Les deux principales lignées de lamas incarnés liées Nalendra sont les Chogye Trichen Rinpochés et les Zimog Rinpochés.
Dans sa dernière période, le monastère de Nalendra n'avait que deux collèges, le collège Tongmon pour les études de débat sur les sutras et le collège Sangchen pour le tantra, fondée par Rinchen Kyentse Wangpo. La formation aux sutras s'est concentrée sur treize textes scripturaires. L'étude et la pratique du tantra se sont concentrées sur treize systèmes tantriques. Kalachakra, Hevajra, le niveau lobshe du Chemin de Lamdre et ses étapes, et les treize enseignements d'or des Sakyas étaient les principaux d'entre eux. Les moines ont également étudié la médecine, l'astrologie, la grammaire, l'art rituel et la musique.
En 1959, le monastère de Nalendra a été en grande partie détruit par les Chinois. Ce qui restait a été incendié pendant la révolution culturelle. Sa reconstruction a commencé en 1980. Au débuté des années 1990, il y avait 40 moines.